# Teruki Tanaka
Teruki Tanaka (født 26. august 1992) er en japansk fodboldspiller.
Han har spillet for flere forskellige klubber i sin karriere, herunder Nagoya Grampus, Oita Trinita og V-Varen Nagasaki.